# برايان ر. غينز
برايان ر. غينز (بالإنجليزية: Brian R. Gaines)‏ هو عالم حاسوب ومهندس بريطاني، ولد في 1938.